# Giuseppe De Chirico
Giuseppe De Chirico (Ponza, 4 aprile 1934 – Merano, 15 gennaio 2019) è stato un tiratore a segno italiano.

## Biografia
Nato nel 1934 sull'isola di Ponza, allora ancora in provincia di Napoli, partecipò alle prime gare internazionali a 25 anni.
A 34 anni partecipò ai Giochi olimpici di Città del Messico 1968, nella carabina 50 m a terra e nella carabina 50 m 3 posizioni, chiudendo rispettivamente 43º con 589 punti e 37º con 1130.
Nel 1970 fu medaglia d'oro ai Mondiali di Phoenix nella carabina 50 m a terra a squadre, insieme a Franco Donna, Walter Frescura e Luigi Testarmata.
A 38 anni prese di nuovo parte alle Olimpiadi, quelle di Monaco di Baviera 1972, ancora nella carabina 50 m a terra e nella carabina 50 m 3 posizioni, terminando 4º con 597 punti nel primo caso, sfiorando di 1 solo punto la medaglia di bronzo e 21º con 1138 nel secondo, dei quali 395 a terra, 362 in piedi e 381 in ginocchio.
Quattro anni dopo partecipò ai suoi terzi Giochi, Montréal 1976, stavolta soltanto nella carabina 50 m a terra, arrivando 60º con 582 punti.
Ritiratosi dalle gare nel 1985, morì nel 2019 a 84 anni.

## Palmarès

### Campionati mondiali
- 1 medaglia:
  - 1 oro (Carabina 50 m a terra a squadre a Phoenix 1970)